# Déjà Vu (álbum de Crosby, Stills, Nash & Young)
Déjà Vu é  um álbum de estúdio de Crosby, Stills & Nash (and Young), lançado em 1970. Este álbum está na lista dos 200 álbuns definitivos no Rock and Roll Hall of Fame.